# Sarah Glaser
Sarah "Pease" Glaser (Springfield, 24 de junho de 1963) é uma velejadora estadunidense.

## Carreira
Sarah Glaser representou seu país nos Jogos Olímpicos de 2000, no qual conquistou uma medalha de prata na classe  470. 